# Долгоруков, Александр Николаевич
Князь Алекса́ндр Никола́евич Долгору́ков (27 декабря [8 января] 1872, Санкт-Петербург — 17 января 1948, Рабат) — русский военачальник, генерал-лейтенант, герой Первой мировой войны. Главнокомандующий русскими добровольческими частями на Украине.

## Биография
Из потомственных дворян Московской губернии. Сын князя Николая Алексеевича Долгорукова (1819—1887), гофмейстера Высочайшего двора, и княжны Ольги Александровны Львовой.
По окончании Пажеского корпуса в 1893 году, выпущен был корнетом в Кавалергардский полк. В 1896 году поступил в младший класс курса восточных языков при Азиатском департаменте МИДа. Изучал турецкий, персидский и арабский языки. В 1899 году, как окончивший курс восточных языков, был командирован в Константинополь в распоряжение посольства на один год. В 1903 году поступил в Николаевскую академию Генерального штаба.
Чины: поручик (1897), штабс-ротмистр (1901), ротмистр (1905), полковник (1908), генерал-майор (за отличие, 1912), генерал-лейтенант (29.04.1917).
С началом русско-японской войны, 2 апреля 1904 года переведен есаулом во 2-й Читинский полк Забайкальского казачьего войска, в котором в течение войны командовал 3-й сотней. Участвовал в боях: под Ляояном, на реке Шахэ, Мукденском, Цинхеченском и Мадзяданском. В Ляоянском бою был ранен в грудь навылет и контужен в лицо. За боевые отличия награждён пятью орденами, в том числе орденом Св. Анны 4-й степени с надписью «за храбрость». По окончании войны был переведен обратно в Кавалергардский полк. 1 декабря 1906 года вновь поступил в Николаевскую академию Генерального штаба, курс которой окончил по 1-му разряду в 1908 году. 26 мая того же года назначен помощником по хозяйственной части командира Кавалергардского полка.
17 декабря 1912 года произведен в генерал-майоры и назначен командиром Кавалергардского полка, с которым и вступил в Первую мировую войну. Участвовал в походе в Восточную Пруссию, где учинил Абшвангенскую резню. Был удостоен ордена Святого Георгия 4-й степени
За то, что, командуя 6 августа в бою под Краупишкеном авангардом, при встрече с противником быстро вынесся вперед, спешил три эскадрона шагах в 400—500 от противника, где упорно держался до подхода главных сил, чем способствовал окончательному успеху этого боя, — полному поражению немецкой пехотной бригады с артиллерией.
За этот же подвиг был зачислен в Свиту. 10 ноября 1914 года назначен командующим 3-й Донской казачьей дивизии. Отличился в боях на реке Пилице и при сдерживании прорыва немцев под Вильно. Был пожалован Георгиевским оружием
За то, что в боях 4 и 6 февраля 1915 года вблизи р. Сеньковки лично руководил 2 ночными атаками, причем противник был выбит из окопов и потерял пленными 7 офицеров и 570 нижних чинов, равно захвачено 2 пулемета. В боях 24—27 февраля и 4—6 марта в районе д. Сеньков и Ропица Русская, несмотря на крайне растянутое расположение и атаки австрийцев на конный корпус в значительно превосходных силах, не только удержал свои позиции, но, перейдя в наступление, нанёс противнику большой урон и содействовал тому, что он был отброшен за реку Сеньковку.
19 апреля 1917 года назначен командиром 1-го кавалерийского корпуса. В конце августа 1917 был арестован за участие в Корниловском выступлении и помещён в Петропавловскую крепость, но затем освобождён. Осенью 1917 года, опасаясь ареста, выехал в Киев, где поддерживал связь с Ф. Н. Безаком, одним из лидеров монархистов.
После установления власти гетмана Скоропадского в апреле 1918 года, поступил на службу в гетманскую армию. 18 ноября 1918 года, с уходом немецких войск из Киева, был назначен заместителем главнокомандующего всеми вооруженными силами на территории Украины генерала графа Келлера, а уже 26 ноября сменил последнего на посту главнокомандующего. В декабре, после отречения Скоропадского и занятия Киева петлюровцами, с последними немецкими эшелонами выехал в Германию, в то время как оставшийся в городе граф Келлер вскоре был расстрелян.
В сентябре 1919 года прибыл из Германии в Эстонию к командующему Северо-Западной армией генералу Родзянко и был определён в распоряжение командира 2-го корпуса. 16 сентября назначен командующим 4-й стрелковой дивизией. 30 сентября в штыковом бою вынудил войска РККА отступить и захватил переправу через реку Плюссу, что позволило вскоре занять Струги Белые. 13 октября утвержден в должности начальника 4-й стрелковой дивизии. В конце октября дивизия была переброшена под Гатчину. В ноябре с отступающей Северо-Западной армией вернулся в Эстонию, где 22 января 1920 года армия была распущена.
В 1921 году переехал во Францию, участвовал в Рейхенгалльском монархическом съезде. В феврале 1924 года поступил служащим в Société Internationale Forestière et Minière du Congo и работал в Бельгийском Конго. В 1929 году переехал с семьей в Марокко, где служил в Office Chérifien des Phosphates в Рабате, а затем бухгалтером в Omnium d’Entreprises. В 1932—1938 годах был начальником отдела РОВС в Марокко.
Умер в 1948 году в Рабате. Похоронен на христианском кладбище города вместе с супругой. Распоряжением Правительства РФ от 11 ноября 2010 года за могилами закреплён статус «имеющих для Российской Федерации историко-мемориальное значение».

## Семья
С 1897 года был женат на Софье Михайловне Устиновой (1876—1951), внучке дипломата М. М. Устинова, дочери генерал-майора. Их дети:
- Николай (1898—1918), воспитанник Пажеского корпуса (1917), корнет Кавалергардского полка; расстрелян большевиками в Киеве 26 января 1918 года[4].
- Мария (1901—1992), кандидат экономических наук Брюссельского свободного университета; похоронена на кладбище Сент-Женевьев-де-Буа.

## Награды
- Орден Святой Анны 4-й ст. с надписью «За храбрость» (1904)
- Орден Святого Станислава 3-й ст. с мечами и бантом (1904)
- Орден Святого Станислава 2-й ст. с мечами (1905)
- Орден Святой Анны 2-й ст. с мечами (1905)
- Орден Святого Владимира 4-й ст. с мечами и бантом (1905)
- Орден Святого Владимира 3-й ст. (1913)
- Орден Святого Георгия 4-й ст. (ВП 13.10.1914)
- мечи к ордену Св. Владимира 3-й ст. (ВП 09.11.1914)
- Орден Святого Владимира 2-й ст. (1915)
- Орден Святого Станислава 1-й ст. с мечами (8.10.1915)
- Георгиевское оружие (ВП 25.04.1916)

## В массовой культуре
- В романе Михаила Булгакова «Белая гвардия» выведен под именем генерала Белорукова.
- Упоминается в первом томе трилогии А. Н. Толстого «Хождение по мукам» (атака кавалергардов в бою под Каушеном).